# Непритомність
Неприто́мність або зомлі́ння або вазовагальне синко́пе (англ. syncope) — короткочасна втрата свідомості через гостру недостатність кровообігу в головному мозку. За різноманіття причин, механізм цього стану один — порушення регуляції судинного тонусу.
Також, непритомність інколи називають паморока.

## Причини непритомності
Практично здорова людина може знепритомніти при раптовій дії різних стресорних факторів, перевтомі, голодуванні, після тривалого перебування у душному приміщенні, через втрату крові, сильне хвилювання, переляк, гострий біль також можуть призвести до рефлекторного спазму судин головного мозку. Для людей, чий організм послаблений, причиною непритомності може стати різка зміна горизонтального положення на вертикальне.
Особливо вразливі ті, хто переніс інфекційні захворювання, отруєння, страждає від анемії. Збільшують ризик неврівноваженість нервової системи та особистістні особливості, спричинені нею. Виникає іноді при раптових порушеннях ритму серця.
Непритомність можлива в періоди гормональної перебудови організму: у підлітків, у людей 40-50 років, коли регуляція судинного тонусу найвразливіша до впливів.
Тривала втрата свідомості, яка виходить за тривалістю за межі зомління, аж до стану коми може розвиватися при ускладненнях цукрового діабету, ураженнях судин головного мозку (інсульт, субарахноїдальний крововилив тощо), нейроінфекціях, печінковій чи нирковій недостатності та ін.

## Розвиток
Найчастіше приходить поступово: з раптовою слабкістю розвивається відчуття нудоти, запаморочення, темніє у очах, з'являється холодний піт, погіршуються слух і зір, людина втрачає свідомість і падає. Виглядає дуже блідою, пульс слабо наповнений (слабкий або зовсім не відчутний), дихання грудне поверхове (майже непомітне), кінцівки холодні, м'язи розслаблені, судом не буває.
Цей стан триває 20-40 секунд, найбільше — декілька хвилин, проходить самостійно. Коли свідомість повертається, людина відчуває слабкість, ломоту в тілі.

### Допомога при непритомності
Перш за все потрібно усунути перешкоди для вільного дихання та кровообігу: розв'язати краватку, розстібнути комір або бюстгальтер, послабити пояс. Покласти людину на спину, бажано, щоб голова й тулуб були на нижчому рівні ніж ноги (це забезпечить приток крові до голови), потрібне свіже повітря.
Можна побризкати на обличчя холодною водою, розтерти шкіру рук, підошви, дати понюхати нашатирний спирт.[неавторитетне джерело] Натиснути нігтем на основу нігтьового ложа з зовнішньої сторони великих пальців рук та ніг, на точку в центрі кінчику носа, на точку в верхній третині носо-губної складки. Це допомагає відновити порушений кровообіг.
Вставати можна лише при гарному самопочутті.
Хворим, у яких на момент огляду відзначають переднепритомний стан або втрату свідомості, слід надати таке положення, яке дозволить забезпечити максимальний мозковий кровообіг, наприклад, укласти хворого або посадити так, щоб голова була опущена нижче колін; розслабити тугий одяг, прихилити голову так, щоб язик не западав в глотку і не перешкоджав проходженню повітря. Позитивний вплив може надати периферичне роздратування, наприклад зрошення обличчя і шиї холодною водою. Якщо температура тіла знижена, необхідно обгорнути хворого в теплу ковдру. Необхідно запобігти можливій аспірацію блювотних мас, для чого голову слід повернути в бік. Хворому не можна нічого давати перорально до тих пір, поки він не прийде до тями, не можна дозволяти вставати, поки не пройде відчуття м'язової слабкості. Слід також стежити за ним протягом декількох хвилин після того, як він прийме вертикальне положення. Медикаментозне лікування може включати вдихання парів нашатирного спирту, введення розчинів кофеїну, кордіаміну, мезатону, атропіну.

## Профілактика
Людям літнього віку не слід різко підійматись після сну, те ж стосується осіб з варикозним розширенням вен, хворим, які приймають деякі сечогінні засоби та ліки, що знижують артеріальний тиск. Також літнім людям не слід різко «збивати» температуру.
Людям із вразливою вегетативною нервовою системою не можна довго перебувати в приміщенні без доступу свіжого повітря в вертикальному положенні, не слід носити вузькі комірці та туго зав'язані краватки.
Корисними будуть загартування, плавання, ходьба, біг та спеціальні вправи для вестибулярного апарату.
У випадку зомління бажано звернутися до лікаря, адже це може допомогти ранній діагностиці можливого захворювання.